# Temporada 1992 del Campeonato Mundial de Resistencia
La temporada 1992 del Campeonato Mundial de Resistencia es la 40.ª temporada, en la cual su calendario constó de seis fechas, empezando el 26 de abril en el Autodromo Nazionale Monza y concluyendo 18 de octubre en el Circuito de Nevers Magny-Cours.
El campeonato de pilotos fue ganado por Yannick Dalmas y Derek Warwick, y Peugeot Talbot Sport se llevó el título de equipos absoluto. En la Copa FIA de Pilotos venció Ferdinand de Lesseps, mientras que en la Copa FIA de Equipos se consagraría campeón el equipo Chamberlain Engineering

## Calendario
| Ronda | Carrera                       | Circuito                       | Lugar                    | Fecha                    |
| ----- | ----------------------------- | ------------------------------ | ------------------------ | ------------------------ |
| 1     | '500 Kilómetros de Monza'     | Autodromo Nazionale Monza      | Monza, Italia            | 26 de abril de 1992      |
| 2     | 'BRDC Empire Trophy'          | Circuito de Silverstone        | Silverstone, Reino Unido | 10 de mayo de 1992       |
| 3     | 24 Horas de Le Mans           | Circuit de la Sarthe           | Le Mans, Francia         | 20 y 21 de junio de 1992 |
| 4     | Triton Showers Trophy         | Donington Park                 | Donington, Reino Unido   | 19 de julio de 1992      |
| 5     | 1000 km de Suzuka             | Circuito de Suzuka             | Suzuka, Japón            | 30 de agosto de 1992     |
| 6     | 500 Kilómetros de Magny-Cours | Circuito de Nevers Magny-Cours | Magny-Cours, Francia     | 18 de octubre de 1992    |

## Resultados

### Carreras
| Rnd | Circuito    | Equipo Ganador C1                          | Equipo Ganador Copa FIA                             |
| Rnd | Circuito    | Pilotos Ganadores C1                       | Pilotos Ganadores Copa FIA                          |
| --- | ----------- | ------------------------------------------ | --------------------------------------------------- |
| 1   | Monza       | Toyota Equipo Tom's                        | Chamberlain Engineering                             |
| 1   | Monza       | Geoff Lees Hitoshi Ogawa                   | Bernard Thuner Ferdinand de Lesseps                 |
| 2   | Silverstone | Peugeot Talbot Sport                       | Chamberlain Engineering                             |
| 2   | Silverstone | Derek Warwick Yannick Dalmas               | Ferdinand de Lesseps Will Hoy                       |
| 3   | La Sarthe   | Peugeot Talbot Sport                       | Chamberlain Engineering                             |
| 3   | La Sarthe   | Derek Warwick Yannick Dalmas Mark Blundell | Ferdinand de Lesseps Richard Piper Olindo Iacobelli |
| 4   | Donington   | Peugeot Talbot Sport                       | Chamberlain Engineering                             |
| 4   | Donington   | Mauro Baldi Philippe Alliot                | Ferdinand de Lesseps Will Hoy                       |
| 5   | Suzuka      | Peugeot Talbot Sport                       | Chamberlain Engineering                             |
| 5   | Suzuka      | Derek Warwick Yannick Dalmas               | Ferdinand de Lesseps Nick Adams Masahiro Kimoto     |
| 6   | Magny-Cours | Peugeot Talbot Sport                       | Chamberlain Engineering                             |
| 6   | Magny-Cours | Mauro Baldi Philippe Alliot                | Ferdinand de Lesseps Nick Adams                     |

### Campeonato de Equipos
| Pos. | Equipo                  | MNZ | SIL | LMS | DON | SUZ | MAG | Puntos |
| ---- | ----------------------- | --- | --- | --- | --- | --- | --- | ------ |
| 1    | Peugeot Talbot Sport    | 2   | 1   | 1   | 1   | 1   | 1   | 115    |
| 2    | Toyota Team Tom's       | 1   | Ret | 2   | 3   | 2   | 3   | 74     |
| 3    | Mazdaspeed              | Ret | 2   | 4   | 5   | Ret | 5   | 39     |
| 4    | Chamberlain Engineering | NC  | 3   | 7   | 6   | 5   | 7   | 34     |
| 5    | Euro Racing             | Ret | DSQ | 6   | 4   | 4   |     | 26     |
| 6    | Equipo S.C.I.           | Ret | 4   | Ret | 7   |     | 8   | 17     |
| Pos. | Equipo                  | MNZ | SIL | LMS | DON | SUZ | MAG | Puntos |

### Copa FIA de Equipos
| Pos | Equipo                  | Chasis                 | Motor                                               | MON | SIL | LMS | DON | SUZ | MAG | Puntos |
| --- | ----------------------- | ---------------------- | --------------------------------------------------- | --- | --- | --- | --- | --- | --- | ------ |
| 1   | Chamberlain Engineering | Spice SE89C            | Ford Cosworth DFZ 3.5L V8                           | 1   | 1   | 1   | 1   |     | 1   | 100    |
| 2   | Equipo S.C.I.           | Spice SE90C Tiga GC288 | Ford Cosworth DFZ 3.5L V8 Ford Cosworth DFL 3.3L V8 |     | 2   |     | 2   |     | 2   | 45     |
| 3   | G.S.R. GmbH             | Gebhardt C91           | Ford Cosworth DFR 3.5L V8                           | 2   |     |     |     |     |     | 15     |

|valign="top"|

|
| Color     | Resultado                                                               |
| --------- | ----------------------------------------------------------------------- |
| Oro       | Ganador                                                                 |
| Plata     | 2.ª plaza                                                               |
| Bronce    | 3.ª plaza                                                               |
| Verde     | Finalizó en los puntos                                                  |
| Azul      | Finalizó sin puntos                                                     |
| Azul      | NC - No clasificado                                                     |
| Violeta   | Ret - No terminó (Carrera)                                              |
| Rojo      | DNQ - No se clasificó                                                   |
| Negro     | DSQ - Descalificado                                                     |
| Blanco    | DNS - No empezó (carrera)                                               |
| Blanco    | WD - Retirado (fin de semana)                                           |
| Blanco    | C - Carrera cancelada                                                   |
| Sin color | DNP - Inscrito pero no participó                                        |
| Sin color | INJ - Lesionado                                                         |
| Sin color | EX - Excluido                                                           |
| Estado    | Resultado                                                               |
| Negrita   | Pole position                                                           |
| Cursiva   | Vuelta rápida                                                           |
| †         | Abandona, pero clasifica al completar el porcentaje requerido para ello |

|}

### Campeonato de Pilotos
| Pos | Piloto                | Equipo                  | MON | SIL | LMS | DON | SUZ | MAG | Puntos |
| --- | --------------------- | ----------------------- | --- | --- | --- | --- | --- | --- | ------ |
| 1=  | Yannick Dalmas        | Peugeot Talbot Sport    | 2   | 1   | 1   | 2   | 1   | 5   | 98     |
| 1=  | Derek Warwick         | Peugeot Talbot Sport    | 2   | 1   | 1   | 2   | 1   | 5   | 98     |
| 3=  | Philippe Alliot       | Peugeot Talbot Sport    | 7   | 8   | 3   | 1   | 3   | 1   | 64     |
| 3=  | Mauro Baldi           | Peugeot Talbot Sport    | 7   | 8   | 3   | 1   | 3   | 1   | 64     |
| 5   | Geoff Lees            | Toyota Equipo Tom's     | 1   | 6   | 10  | 3   | 2   | 3   | 59     |
| 6   | Jan Lammers           | Toyota Equipo Tom's     | 10  | 10  | 5   | 9   | 2   | 3   | 35     |
| 7   | Ferdinand de Lesseps  | Chamberlain Engineering |     | 3   | 7   | 6   | 5   | 7   | 34     |
| 8   | Maurizio Sandro Sala  | Mazdaspeed              | 9   | 2   | 12  | 5   | 7   | 6   | 29     |
| 9   | Johnny Herbert        | Mazdaspeed              |     | 2   | 4   |     |     |     | 25     |
| 10  | David Brabham         | Toyota Equipo Tom's     |     |     | 10  | 3   |     | 4   | 22     |
| 11  | Hitoshi Ogawa         | Toyota Equipo Tom's     | 1   | 6   |     |     |     |     | 20     |
| 12= | Will Hoy              | Chamberlain Engineering |     | 3   |     | 6   |     |     | 18     |
| 12= | Andy Wallace          | Toyota Equipo Tom's     | 10  | 10  | 5   | 9   | 8   | 4   | 18     |
| 14= | Stefano Sebastiani    | Equipo S.C.I.           | 6   | 4   | 13  | 7   |     | 8   | 17     |
| 14= | Ranieri Randaccio     | Equipo S.C.I.           | 6   | 4   | 13  | 7   |     | 8   | 17     |
| 16  | Heinz-Harald Frentzen | Euro Racing             |     |     | 6   | 4   | 9   |     | 16     |
| 17= | Éric Hélary           | Peugeot Talbot Sport    |     |     |     |     |     | 2   | 15     |
| 17= | Christophe Bouchut    | Peugeot Talbot Sport    |     |     |     |     |     | 2   | 15     |
| 17= | Pierre-Henri Raphanel | Toyota Equipo Tom's     |     |     | 2   |     |     |     | 15     |
| 17= | Kenny Acheson         | Toyota Equipo Tom's     |     |     | 2   |     |     |     | 15     |
| 21  | Alex Caffi            | Mazdaspeed              |     |     |     | 5   | 7   | 6   | 14     |
| 22  | Nick Adams            | Chamberlain Engineering |     |     |     |     | 5   | 7   | 12     |
| 23= | Hideshi Matsuda       | Euro Racing             |     |     |     |     | 4   |     | 10     |
| 23= | Phil Andrews          | Euro Racing             |     |     |     | 4   |     |     | 10     |
| 23= | Volker Weidler        | Mazdaspeed              | 9   |     | 4   |     |     |     | 10     |
| 23= | Jésus Pareja          | Euro Racing             |     |     | 14  |     | 4   |     | 10     |
| 27  | Teo Fabi              | Toyota Equipo Tom's     |     |     | 5   |     |     |     | 8      |
| 28= | Divina Galica         | Chamberlain Engineering |     |     |     |     | 6   |     | 6      |
| 28= | Jun Harada            | Chamberlain Engineering |     |     |     |     | 6   |     | 6      |
| 30= | Richard Piper         | Chamberlain Engineering |     |     | 7   |     |     |     | 4      |
| 30= | Olindo Iacobelli      | Chamberlain Engineering |     |     | 7   |     |     |     | 4      |

| Color     | Resultado                                                               |
| --------- | ----------------------------------------------------------------------- |
| Oro       | Ganador                                                                 |
| Plata     | 2.ª plaza                                                               |
| Bronce    | 3.ª plaza                                                               |
| Verde     | Finalizó en los puntos                                                  |
| Azul      | Finalizó sin puntos                                                     |
| Azul      | NC - No clasificado                                                     |
| Violeta   | Ret - No terminó (Carrera)                                              |
| Rojo      | DNQ - No se clasificó                                                   |
| Negro     | DSQ - Descalificado                                                     |
| Blanco    | DNS - No empezó (carrera)                                               |
| Blanco    | WD - Retirado (fin de semana)                                           |
| Blanco    | C - Carrera cancelada                                                   |
| Sin color | DNP - Inscrito pero no participó                                        |
| Sin color | INJ - Lesionado                                                         |
| Sin color | EX - Excluido                                                           |
| Estado    | Resultado                                                               |
| Negrita   | Pole position                                                           |
| Cursiva   | Vuelta rápida                                                           |
| †         | Abandona, pero clasifica al completar el porcentaje requerido para ello |

### Copa FIA de Pilotos
| Pos | Piloto               | Equipo                  | MON | SIL | LMS | DON | SUZ | MAG | Puntos |
| --- | -------------------- | ----------------------- | --- | --- | --- | --- | --- | --- | ------ |
| 1   | Ferdinand de Lesseps | Chamberlain Engineering | 1   | 1   | 1   | 1   |     | 1   | 100    |
| 2   | Ranieri Randaccio    | Equipo S.C.I.           |     | 2   |     | 2   |     | 2   | 45     |
| 3=  | Will Hoy             | Chamberlain Engineering |     | 1   |     | 1   |     |     | 40     |
| 3=  | Nick Adams           | Chamberlain Engineering |     |     |     |     | 1   | 1   | 40     |
| 5   | Stefano Sebastiani   | Equipo S.C.I.           |     | 2   |     |     |     | 2   | 30     |
| 6=  | Bernard Thuner       | Chamberlain Engineering | 1   |     |     |     |     |     | 20     |
| 6=  | Olindo Iacobelli     | Chamberlain Engineering |     |     | 1   |     |     |     | 20     |
| 6=  | Richard Piper        | Chamberlain Engineering |     |     | 1   |     |     |     | 20     |
| 9=  | Frank Kraemer        | G.S.R. GmbH             | 2   |     |     |     |     |     | 15     |
| 9=  | Almo Coppelli        | G.S.R. GmbH             | 2   |     |     |     |     |     | 15     |